# تایسهرست
تایسهرست (به انگلیسی: Ticehurst) یک روستا و محله مدنی در بریتانیا است که در Rother واقع شده‌است. تایسهرست ۳۲٫۵ کیلومتر مربع مساحت و ۳٬۸۷۳ نفر جمعیت دارد.